# Свишер (Ајова)
Свишер (енгл. Swisher) град је у америчкој савезној држави Ајова. По попису становништва из 2010. у њему је живело 879 становника.

## Демографија
Према попису становништва из 2010. у граду је живело 879 становника, што је 66 (8,1%) становника више него 2000. године.
| Група             | 2000.       | 2010.       |
| Белци             | 806 (99,1%) | 854 (97,2%) |
| Афроамериканци    | 1 (0,1%)    | 7 (0,8%)    |
| Азијати           | 2 (0,2%)    | 5 (0,6%)    |
| Хиспаноамериканци | 2 (0,2%)    | 9 (1,0%)    |
| Укупно            | 813         | 879         |